# Barbra Streisand (chanson)
Pour les articles homonymes, voir Streisand.
Singles de Duck Sauce
aNYway
(2009) Big Bad Wolf
(2011)
Barbra Streisand est une chanson disco house du duo de DJs Duck Sauce sortie le 10 septembre 2010. La chanson atteint la première place en Pologne, Belgique, Pays-Bas, Finlande, Suisse et Autriche et atteint le top 10 en Australie, en France, en Allemagne, en Irlande, en Italie et au Royaume-Uni. Le 30 novembre 2011, la chanson est nommée dans la catégorie "Meilleur enregistrement dance" pour la 54e cérémonie des Grammy Awards.

## Création
La chanson a été écrite par Armand Van Helden, A-Trak, Frank Farian, Fred Jay, Heinz Huth, Jürgen Huth et produite par Duck Sauce. La chanson porte le nom de la chanteuse et actrice Barbra Streisand. La chanson reprend un sample de Gotta Go Home une chanson du groupe Boney M., elle-même reprise d'une chanson intitulée Hallo Bimmelbahn, du groupe allemand Nighttrain.

## Formats et liste des pistes
| - Royaume-Uni CD single 1. "Barbra Streisand" (UK Radio Edit) – 2:20 2. "Barbra Streisand" (Extended Mix) – 4:54 3. "Barbra Streisand" (Afrojack Ducky Mix) – 5:09 4. "Barbra Streisand" (Afrojack Meaty Mix) – 5:08 - Royaume-Uni Téléchargement digital 1. "Barbra Streisand" (UK Radio Edit) – 2:20 2. "Barbra Streisand" (Original Mix) – 5:00 3. "Barbra Streisand" (Afrojack Ducky Mix) – 5:09 4. "Barbra Streisand" (Afrojack Meaty Mix) – 5:08 5. "You're Nasty" (Vocal Mix) – 5:03 | - Allemagne CD single 1. "Barbra Streisand" (Radio Edit) – 3:14 2. "Barbra Streisand" (Original Mix) – 4:54 - États-Unis Téléchargement digital 1. Barbra Streisand – 5:00 - Australie Téléchargement digital / Dutch Digital download 1. Barbra Streisand (Radio Edit) – 3:14 2. Barbra Streisand – 5:00 |

## Classements, certifications et successions
| Classement (2010–2011)                  | Meilleure position |
| --------------------------------------- | ------------------ |
| Australie (ARIA)                        | 9                  |
| Autriche (Ö3 Austria Top 40)            | 1                  |
| Belgique (Flandre Ultratop 50 Singles)  | 1                  |
| Belgique (Wallonie Ultratop 50 Singles) | 1                  |
| Canada (Hot 100)                        | 35                 |
| Tchéquie (IFPI Rádio)                   | 2                  |
| Danemark (Tracklisten)                  | 2                  |
| Europe Hot 100 Singles                  | 2                  |
| Finlande (Suomen virallinen lista)      | 1                  |
| France (SNEP)                           | 3                  |
| France (Club 40)                        | 1                  |
| Allemagne (Media Control AG)            | 3                  |
| Hongrie (Dance Top 40)                  | 1                  |
| Hongrie (Rádiós Top 40)                 | 33                 |
| Irlande (IRMA)                          | 2                  |
| Italie (FIMI)                           | 4                  |
| Pays-Bas (Single Top 100)               | 1                  |
| Nouvelle-Zélande (RMNZ)                 | 11                 |
| Norvège (VG-lista)                      | 1                  |
| Pologne (ZPAV)                          | 1                  |
| Pologne (Dance Top 50)                  | 6                  |
| Roumanie (UPFR)                         | 8                  |
| Écosse (OCC)                            | 1                  |
| Slovaquie (IFPI Rádio)                  | 8                  |
| Espagne (PROMUSICAE)                    | 6                  |
| Suède (Sverigetopplistan)               | 9                  |
| Suisse (Schweizer Hitparade)            | 1                  |
| Royaume-Uni (UK Dance Chart)            | 1                  |
| Royaume-Uni (UK Singles Chart)          | 3                  |
| États-Unis Billboard Hot 100            | 89                 |
| États-Unis (Dance Club Songs)           | 1                  |

| Classement (2010) | Position |
| ----------------- | -------- |
| Australie         | 57       |
| Pays-Bas          | 15       |
| Europe            | 91       |
| Allemagne         | 27       |
| Italie            | 91       |
| Classement (2011) | Position |
| Autriche          | 32       |
| Allemagne         | 59       |
| Pologne           | 19       |
| Suisse            | 22       |

| Pays           | Certifications |
| -------------- | -------------- |
| Australie ARIA | Platine        |
| Belgique IFPI  | Platine        |
| Danemark IFPI  | Or             |
| Finlande IFPI  | Or             |
| Allemagne BM   | Platine        |
| Italie Fimi    | Platine        |
| Suède SRIA     | Or             |

## Historique de sortie
| Pays        | Date              | Format                            | Label                        |
| ----------- | ----------------- | --------------------------------- | ---------------------------- |
| Belgique    | 10 septembre 2010 | Téléchargement digital            | ARS Entertainment            |
| Luxembourg  | 10 septembre 2010 | Téléchargement digital            | ARS Entertainment            |
| Australie   | 24 septembre 2010 | Téléchargement digital            | etcetc                       |
| Royaume-Uni | 10 octobre 2010   | Téléchargement digital            | 3 Beat, All Around the World |
| Royaume-Uni | 17 octobre 2010   | CD single                         | 3 Beat, All Around the World |
| États-Unis  | 12 octobre 2010   | Téléchargement digital            | Downtown Records             |
| Danemark    | 22 octobre 2010   | Téléchargement digital            | disco:wax                    |
| Allemagne   | 29 octobre 2010   | CD single, téléchargement digital | Embassy of Music             |